# روبيرت بيريرا دا سيلفا
روبيرت بيريرا دا سيلفا (10 أبريل 1985 في البرازيل – )؛ هو لاعب كرة قدم سابق كان يلعب كلاعب وسط.

## وصلات خارجية
- روبيرت بيريرا دا سيلفا على موقع رابطة كرة القدم اليابانية للمحترفين (اليابانية)
- روبيرت بيريرا دا سيلفا على موقع قاعدة بيانات كرة القدم.إي يو (الإنجليزية)
- روبيرت بيريرا دا سيلفا على موقع عالم كرة القدم.نت (الإنجليزية)